# 魯氏鯔
魯氏鯔為輻鰭魚綱鯔形目鯔科的其中一種，分布於西大西洋及加勒比海海域，體長可達25.8公分，棲息在沿岸沙泥底質海域。

## 擴展閱讀
維基物種上的相關：魯氏鯔